# Papp Gyula (építész)
Papp Gyula (Székelyudvarhely, 1857. június 8. – ?, 1924. februárja) magyar építész.

## Élete
1879-ben szerzett rajztanári oklevelet az Országos Mintarajziskolán. Ezt követően építészeti tanulmányokat folytatott Karlsruheban, Bécsben, és a Párizsi École des Beaux Arts-on. Tanulmányai befejezése után hazatért Magyarországra, és Schickedanz Albert építészi irodájában helyezkedett el.
1897-től vett részt tervpályázatokon Szabolcs Ferenccel, később pedig közös építészi irodát is nyitottak. Az iroda az 1920-as évekig működött, és számos nyertes pályázatot adott be különböző, elsősorban vidéki középületekre.
Szabolcs Ferenccel társulva tervezte és építette egyebek között az ungvári zsinagógát, a zilahi református és a pancsovai evangélikus templomot, a Nyírvízszabályozó Társulat és az Általános Hitelintézet palotáját Nyíregyházán.